# همه سگ‌ها در کریسمس نغمه می‌سرایند
همه سگ‌ها در کریسمس نغمه می‌سرایند (انگلیسی: An All Dogs Christmas Carol) فیلمی در ژانر زوج هنری است که در سال ۱۹۹۸ منتشر شد. این فیلم قسمت سوم فیلم‌های همه سگ‌ها به بهشت می‌روند می‌باشد. 

## بازیگران
- استیون وبر
- دام دی‌لوئیس
- ارنست بورگناین
- چارلز نلسون ریلی
- بی‌بی نیوورتس
- مایلز جفری